# 5 juillet en sport
5 juin 5 août
Chronologies thématiques
- Croisades
- Ferroviaires
- Disney

Le 5 juillet (186e jour de l'année ou 187e en cas d'année bissextile) en sport.

## Événements

### XIXesiècle
- 1880
  - (Tennis) : début du Tournoi de Wimbledon qui se déroule jusqu'au 15 juillet 1880.
- 1884
  - (Tennis) : début du Tournoi de Wimbledon avec les premières éditions féminine et double messieurs qui se déroule jusqu'au 19 juillet 1884.
- 1888 :
  - (Cricket) : fondation du Glamorgan County Cricket Club lors d'une réunion à Cardiff au pays de Galles

### XXesièclede1901à1950
- 1904
  - (Tennis) : les britanniques remportent la Coupe Davis en s'imposant en finale 5-0 face à la Belgique.
- 1909 :
  - (Cyclisme sur route) : départ du Tour de France, le belge Cyrille Van Hauwaert gagne la 1re étape.
- 1937 :
  - (Sport automobile) : Bernd Rosemeyer sur une Auto Union remporte la Coupe Vanderbilt.
- 1938 :
  - (Cyclisme sur route) : départ du Tour de France, l'allemand Willi Oberbeck gagne la 1re étape.

### XXesièclede1951à2000
- 1953 :
  - (Formule 1) : victoire du britannique Mike Hawthorn sur une Ferrari au Grand Prix automobile de France.
- 1956 :
  - (Cyclisme sur route) : départ du Tour de France, le français André Darrigade gagne la 1re étape.
- 1959 :
  - (Formule 1) : victoire du britannique Tony Brooks sur une Ferrari au Grand Prix automobile de France.
- 1970 :
  - (Formule 1) : victoire de l'autrichien Jochen Rindt sur une Lotus-Ford au Grand Prix automobile de France.
- 1981 :
  - (Formule 1) : victoire du français Alain Prost sur une Renault au Grand Prix automobile de France.
- 1987 :
  - (Formule 1) : victoire du britannique Nigel Mansell sur une Williams-Honda au Grand Prix automobile de France.
- 1992 :
  - (Formule 1) : Grand Prix automobile de France.
- 1997
  - (Cyclisme sur route) : départ du Tour de France, le britannique Chris Boardman gagne le Prologue.

### XXIesiècle
- 2008 :
  - (Rugby à XV) : la France affronte l'Australie en test-match au Suncorp Stadium de Brisbane en Australie. La France s'incline 40 à 10.
- 2014 :
  - (Cyclisme) : départ du Tour de France, l'allemand Marcel Kittel remporte la 1re étape Leeds (GBR) – Harrogate (GBR).
  - (Tennis) : la tchèque Petra Kvitová remporte le tournoi de Wimbledon en battant la canadienne Eugenie Bouchard en deux sets, 6-3, 6-0.
- 2015 :
  - (Cyclisme sur route /Tour de France) : 2e étape du Tour de France et victoire d'André Greipel. Fabian Cancellara prend le maillot jaune.
  - (Compétition automobile /Formule 1) : le britannique Lewis Hamilton sur Mercedes remporte le Grand Prix automobile de Grande-Bretagne, sa troisième victoire à Silverstone.
  - (Golf) : l'autrichien Bernd Wiesberger remporte l'Alstom Open de France.
  - (Football /Coupe du monde féminine) : les États-Unis ont remporté le titre de champion du monde au Canada. Les américaines ont facilement étrillé les japonaises (5-2).
- 2016 :
  - (Cyclisme sur route /Tour de France) : sur la 4e étape du Tour de France 2016, victoire de l'allemand Marcel Kittel devant le français Bryan Coquard et le slovaque Peter Sagan qui conserve le maillot jaune.
- 2017 :
  - (Cyclisme sur route /Tour de France) : sur la 5e étape du Tour de France 2017 qui relie Vittel à la Planche des Belles Filles, victoire de l'italien Fabio Aru qui devance l'irlandais Fabio Aru et le britannique Christopher Froome qui s'empare du Maillot jaune au passage.
- 2020 :
  - (Compétition automobile /Formule 1) : la Pandémie de Covid-19 ayant provoqué les annulations des dix premières courses inscrites au calendrier, c'est le début du championnat du monde de Formule 1 qui commence avec le Grand Prix automobile d'Autriche qui se déroule sur le circuit de Spielberg et le premier à se disputer sans aucun spectateur en raison de la crise sanitaire. Le finlandais Valtteri Bottas gagne devant le monégasque Charles Leclerc et le britannique Lando Norris[1].
- 2022 :
  - (Cyclisme sur route /Tour de France) : sur la 4e étape du Tour de France qui se déroule entre Dunkerque et Calais, sur une distance de 171,5 kilomètres[2], victoire du belge Wout van Aert qui conserve le maillot jaune.
- 2023 :
  - (Cyclisme sur route /Tour de France) : sur la 5e étape du Tour de France qui se déroule entre Pau et Laruns, exclusivement tracée dans le département des Pyrénées-Atlantiques, sur une distance de 162,7 kilomètres, victoire de l'Australien Jai Hindley qui s'empare du Maillot jaune.
- 2024 :
  - (Cyclisme sur route /Tour de France) : sur la 7e étape du Tour de France qui se déroule sous la forme d'un contre-la-montre individuel entre Nuits-Saint-Georges et Gevrey-Chambertin en Côte-d'Or, sur une distance de 25,3 kilomètres, victoire du Belge Remco Evenepoel. Le Slovène Tadej Pogačar conserve le Maillot jaune.

## Naissances

### XVIIIesiècle
- 1704 :
  - Jack Broughton, boxeur anglais. († 8 janvier 1789).
- 1764 :
  - Daniel Mendoza, boxeur anglais. († 3 septembre 1836).

### XIXesiècle
- 1879 :
  - Dwight Davis, joueur de tennis puis homme politique américain. Créateur de la Coupe Davis. († 28 novembre 1945).
- 1884 :
  - Luigi Forlano, footballeur italien. († 16 juillet 1916).
- 1886 :
  - Nathaniel Niles, joueur de tennis et patineur artistique américain. († 11 juillet 1932).
- 1894 :
  - Pierre de Vizcaya, pilote de courses automobile espagnol. († 15 juillet 1933).

### XXesièclede1901à1950
- 1901 :
  - Julio Libonatti, footballeur argentin puis italien. Vainqueur de la Copa América 1921. (15 sélections avec l'équipe d'Argentine et 17 avec celle d'Italie). († 9 octobre 1981).
- 1913 :
  - Georges Houel, pilote de vitesse moto et de courses automobile français. († 10 avril 2008).
- 1914 :
  - Eduardo Herrera Bueno, footballeur espagnol. (6 sélections en équipe nationale). († 15 août 1991).
- 1915 :
  - John Woodruff, athlète de demi-fond américain. Champion olympique du 800 m aux Jeux de Berlin 1936. († 30 octobre 2007).
- 1916 :
  - Ivor Powell, footballeur puis entraîneur gallois. (8 sélections en équipe nationale). († 6 novembre 2012).
- 1918 :
  - René Lecavalier, journaliste, commentateur de hockey sur glace canadien. († 6 septembre 1999).
- 1921 :
  - Vito Ortelli, cycliste sur route italien. († 24 février 2017).
- 1933 :
  - Christian Collardot, athlète de sauts en longueur français. († 11 juin 2011).
- 1936 :
  - Christian Baltzer, basketteur puis entraîneur et dirigeant sportif français. Médaillé de bronze au Championnat d'Europe de basket-ball 1959. (148 sélections en équipe de France). Président du M.S.B de 1977 à 1979 et de 2000 à 2003.
- 1940 :
  - Jean Sage, pilote de courses automobile puis dirigeant sportif franco-suisse. († 7 octobre 2009).
- 1942 :
  - Hannes Löhr, footballeur puis entraîneur allemand. Champion d'Europe de football 1972. (20 sélections en équipe nationale). Entraîneur de l'équipe espoir d'Allemagne Médaillé de bronze aux Jeux de Séoul 1988. († 29 février 2016).
- 1943 :
  - Pierre Villepreux, joueur de rugby à XV puis entraîneur français. Vainqueur du Grand Chelem 1968, des tournois des Cinq Nations 1967 et 1970. (34 sélections en équipe de France). Sélectionneur de l'équipe d'Italie de 1978 à 1981, de l'équipe d'Angleterre en 1989 et de l'équipe de France de 1995 à 1999. Vainqueur des Grands Chelems 1997 et 1998.
- 1948 :
  - Yves Mariot, footballeur français. (1 sélection en équipe de France). († 15 janvier 2000).

### XXesièclede1951à2000
- 1951 :
  - Rich Gossage, joueur de baseball américain.
  - Margarita Shtarkelova, basketteuse bulgare. Médaillée de bronze aux Jeux de Montréal 1976.
- 1955 :
  - James Lofton, joueur de football U.S. puis entraîneur américain.
  - Peter McNamara, joueur de tennis australien.
  - Michèle Paret, navigatrice française.
- 1956 :
  - Fabienne Serrat, skieuse alpine française. Championne du monde de ski alpin du géant et du combiné 1974 puis médaillée de bronze du combiné aux Mondiaux de ski alpin 1978.
- 1957 :
  - Doug Wilson, hockeyeur sur glace puis dirigeant sportif canadien.
- 1961 :
  - Zlatko Saračević, handballeur puis entraîneur yougoslave et ensuite croate. Médaillé de bronze aux Jeux de Séoul 1988 avec la Yougoslavie et champion olympique aux Jeux d'Atlanta 1996 avec la Croatie. Championne du monde de handball masculin 1986 avec la Yougoslavie. Vainqueur des Ligue des champions 1992 et 1993. (100 sélections avec l'équipe de Yougoslavie et 81 avec la Croatie).
- 1962 :
  - Roberto Fernández Bonillo, footballeur puis entraîneur espagnol. Vainqueur de la Coupe d'Europe des vainqueurs de coupe 1989 (29 sélections en équipe nationale).
- 1963 :
  - Pietro d'Ali, navigateur italien.
- 1966 :
  - Gianfranco Zola, footballeur puis entraîneur italien. Vainqueur de la Coupe UEFA 1995 et de la Coupe d'Europe des vainqueurs de coupe 1998. (35 sélections en équipe nationale).
- 1969 :
  - John LeClair, hockeyeur sur glace américain. Médaillé d’argent aux Jeux de Salt lake City 2002.
- 1972 :
  - Matthew Birir, athlète de steeple kényan. Champion olympique du 3 000 m steeple aux Jeux de Barcelone 1992.
- 1973 :
  - Marcus Allbäck, footballeur puis entraîneur suédois. (74 sélections en équipe nationale).
- 1974 :
  - Márcio Amoroso dos Santos, footballeur brésilien. Vainqueur de la Copa América 1999. (20 sélections en équipe nationale).
  - Roberto Locatelli, pilote de vitesse moto italien. Champion du monde de vitesse moto des 125 cm3 2000. (9 victoires en Grand Prix).
- 1975 :
  - Hernán Crespo, footballeur argentin. Médaillé d'argent aux Jeux d'Atlanta 1996. Vainqueur de la Copa Libertadores 1996 et de la Coupe UEFA 1999. (64 sélections en équipe nationale).
  - Ai Sugiyama, joueuse de tennis japonaise.
- 1976 :
  - Nuno Gomes, footballeur portugais. (79 sélections en équipe nationale).
  - Nicolas Kiefer, joueur de tennis allemand. Médaillé d'argent en double aux Jeux d'Athènes 2004.
- 1977 :
  - Jiří Kowalík, footballeur tchèque.
- 1978 :
  - Allan Simonsen, pilote de courses automobile d'endurance danois. († 22 juin 2013).
- 1979 :
  - Amélie Mauresmo, joueuse de tennis puis entraîneuse et consultante TV française. Médaillée d'argent en simple aux Jeux d'Athènes 2004. Victorieuse de l'Open d'Australie 2006, du Tournoi de Wimbledon 2006, des Masters 2005 et de la Fed Cup 2003. Capitaine de l'Équipe de France de Fed Cup de 2012 à 2016 puis de l'Équipe de France de Coupe Davis depuis 2018.
- 1982 :
  - Julien Casoli, athlète handisport T54 français. Médaillé de bronze du relais 4 × 400 m aux Jeux de Pékin 2008 puis du 5 000 m aux Jeux de Londres 2012.
  - Julien Féret, footballeur français.
  - Alberto Gilardino, footballeur italien. Médaillé de bronze aux Jeux d'Athènes 2004. Champion du monde de football 2006. Vainqueur de la Ligue des champions 2007. (57 sélections en équipe nationale).
  - Philippe Gilbert, cycliste sur route belge. Champion du monde de cyclisme sur route 2012. Vainqueur du Tour de Belgique 2011, des Tours de Lombardie 2009 et 2010, de Liège-Bastogne-Liège 2011, des Amstel Gold Race 2010, 2011, 2014 et 2017, de la Flèche wallonne 2011 puis Tour des Flandres 2017.
  - Beno Udrih, basketteur slovène. (17 sélections en équipe nationale).
- 1983 :
  - Jonás Gutiérrez, footballeur argentin. (22 sélections en équipe nationale).
  - Zheng Jie, joueuse de tennis chinoise. Médaillée de bronze du double aux Jeux de Pékin 2008.
- 1985 :
  - Élodie Godin, basketteuse française. Médaillée d'argent aux Jeux de Londres 2012. Championne d'Europe de basket-ball féminin 2009. (118 sélections en équipe de France).
  - Alexander Kristoff, cycliste sur route norvégien. Médaillé de bronze de la course en ligne aux Jeux de Londres 2012. Vainqueur du Milan-San Remo 2014 et du Tour des Flandres 2015.
  - Alexandre Picard, hockeyeur sur glace canadien.
  - Desmond Quincy-Jones, basketteur français.
  - Megan Rapinoe, footballeuse américaine. Championne olympique aux Jeux de Londres 2012. Championne du monde de football 2015 et 2019. (202 sélections en équipe nationale).
- 1986 :
  - Kévin Anin, footballeur français.
  - Kévin Guilbert, rink hockeyeur français. Médaillé de bronze de l'Euro de rink hockey masculin 2010.
  - Samuel Honrubia, handballeur français. Champion olympique aux Jeux de Londres 2012. Champion du monde de handball 2011 et 2015. Champion d'Europe de handball 2014. (87 sélections en équipe de France).
  - Piermario Morosini, footballeur italien. († 14 avril 2012).
  - Alexander Radulov, hockeyeur sur glace russe. Champion du monde de hockey sur glace 2008 et 2009.
- 1987 :
  - Thomas Abercrombie, basketteur néo-zélandais. Champion d'Océanie de basket-ball 2009.
  - David Tait, joueur de rugby à XV et à sept britannique. († 12 décembre 2012).
- 1988 :
  - Isaline Sager-Weider, volleyeuse française. (101 sélections en équipe de France).
  - Ish Smith, basketteur américain.
- 1989 :
  - Dwight King, hockeyeur sur glace canadien.
  - Dejan Lovren, footballeur croate. Vainqueur de la Ligue des champions 2019. (78 sélections en équipe nationale).
- 1990 :
  - Abeba Aregawi, athlète de demi-fond éthiopienne puis suédoise. Médaillée de bronze du 1 500 m aux Jeux de Londres 2012. Championne du monde d'athlétisme du 1 500 m 2013.
  - James O'Connor, joueur de rugby à XV australien. Vainqueur du Tri-nations 2011. (44 sélections en équipe nationale).
- 1991 :
  - Jørgen Skjelvik, footballeur norvégien.(8 sélections en équipe nationale).
  - Michael White, joueur de snooker gallois.
- 1992 :
  - Rafał Janicki, footballeur polonais.
  - Alberto Moreno Pérez, footballeur espagnol. Vainqueur de la Ligue Europa 2014 et de la Ligue des champions 2019. (3 sélections en équipe nationale).
  - Anna Felicitas Sarholz, footballeuse allemande. Victorieuse de la Ligue des champions 2010.
- 1993 :
  - Luka Cindrić, handballeur croate. Vainqueur des Ligues des champions 2017, 2021 et 2022. (86 sélections en équipe nationale).
  - Sandra le Grange, joueuse de badminton sud-africaine.
  - Quentin Jouffroy, volleyeur français. (66 sélections en équipe de France).
  - Johann Obiang, footballeur franco-gabonais. (46 sélections avec l'équipe du Gabon).
  - Maciej Okręglak, kayakiste polonais.
- 1994 :
  - José Ignacio Cornejo, pilote de courses de rallye-raid et motocross chilien.
  - Robin Gosens, footballeur allemand. (20 sélections en équipe nationale).
  - Shohei Ohtani, joueur de baseball japonais.
- 1995 :
  - Danton Heinen, hockeyeur sur glace canadien.
  - Youssouf Koné, footballeur malien. (17 sélections en équipe nationale).
  - P.V. Sindhu, joueuse de badminton indienne. Médaillée d'argent en simple aux Jeux de Rio 2016 et de bronze du simple dames aux Jeux de Tokyo 2020. Championne du monde de badminton du simple dames 2019.
- 1997 :
  - Franz Semper, handballeur allemand. (15 sélections en équipe nationale).
- 1998 :
  - Emily Fox, footballeuse américaine. (39 sélections en équipe nationale).
  - Enea Mihaj, footballeur albano-grec. (9 sélections avec l'équipe d'Albanie).
  - Constance Picaud, footballeuse française. (4 sélections en équipe de France).
- 1999 :
  - Hwang Dae-heon, patineur de vitesse sur piste courte sud-coréen. Médaillé d'argent du 500 m aux Jeux de Pyeongchang 2018 puis champion olympique du 1 500m aux Jeux de Pékin 2022. Champion du monde de patinage de vitesse sur piste courte du 500 m 2018.
  - Phil Hanson, pilote de courses automobile britannique.
  - Karol Niemczycki, footballeur polonais.
- 2000 :
  - Sebastian Korda, joueur de tennis américain.

### XXIesiècle
- 2002 :
  - Merlin Röhl, footballeur allemand.
- 2003 :
  - Kathrine Kühl, footballeuse danoise. (37 sélections en équipe nationale).

## Décès

### XXesièclede1901à1950
- 1944 :
  - Gaston Cornereau, 55 ans, épéiste français. Médaillé d'argent au Mondial d'escrime 1921 et de bronze à ceux de 1922. (° 31 août 1888).
- 1958 :
  - Vilhelm Wolfhagen, 68 ans, footballeur danois. Médaillé d'argent aux Jeux de Londres 1908 et aux Jeux de Stockholm 1912. (18 sélections en équipe nationale). (° 11 novembre 1889).

### XXesièclede1951à2000
- 1967 :
  - Augustin Ringeval, 85 ans, cycliste sur route français. (° 13 avril 1882).
- 1976 :
  - Anna Hübler, 91 ans, patineuse artistique de couple allemande. Championne olympique aux Jeux de Londres 1908. (° 2 janvier 1885).
- 2000 :
  - Dorino Serafini, 90 ans, pilote de vitesse moto et de courses automobile italien. (° 22 juillet 1909).

### XXIesiècle
- 2002 :
  - Ted Williams, 83 ans, joueur baseball américain. (° 30 août 1918).
- 2004 :
  - Rodger Ward, 83 ans, pilote de courses automobile américain. Vainqueur des Indianapolis 500 1959 et 1962. (° 10 janvier 1921).
- 2005 :
  - Baloo Gupte, 70 ans, joueur de cricket indien. (3 sélections en test cricket). (° 30 août 1934).
- 2006 :
  - Gert Fredriksson, 86 ans, kayakiste suédois. Champion olympique du 1 000 m et 10 000 m monoplace aux Jeux de Londres 1948 et aux Jeux de Melbourne 1956, champion olympique du 1 000 m et médaillé d'argent du 10 000 m monoplace aux Jeux d'Helsinki 1952 puis champion olympique du 1 000 m biplace et médaillé de bronze du 1 000 m monoplace aux Jeux de Rome 1960. (° 21 novembre 1919).
- 2011 :
  - Armen Gilliam, 47 ans, basketteur américain. Champion du monde de basket-ball 1986. (8 sélections en équipe nationale). (° 28 mai 1964).
  - Mika Myllylä, 41 ans, skieur de fond finlandais. Médaillé d'argent du 50 km puis de bronze du 30 km et du relais 4 × 10 km aux Jeux de Lillehammer 1994 et ensuite champion olympique du 30 km, médaillé de bronze du 10 km et du relais 4 × 10 km aux Jeux de Nagano 1998. Champion du monde du 50 km en ski de fond aux CM nordique 1997 et champion du 10 km, du 30 km et 50 km en ski de fond aux CM de ski nordique 1999. (° 12 septembre 1969).
- 2012 :
  - Rob Goris, 30 ans, hockeyeur sur glace et cycliste sur route belge. (° 15 mars 1982).
- 2017 :
  - John Mackenzie, footballeur écossais. (9 sélections en équipe nationale). (° 4 septembre 1925).
- 2024 :
  - Raphaël Géminiani, 99 ans, cycliste sur route puis directeur sportif français. (° 12 juin 1925).